# Господин Слееман идва
„Господин Слееман идва“ (на шведски: Herr Sleeman kommer) е шведски филм от 1957 година, трагикомедия на режисьора Ингмар Бергман, базирана на едноименната пиеса от 1917 година на Ялмар Бергман.
В центъра на сюжета е младо момиче, живеещо с двете си възрастни лели, които искат да го омъжат за заможен възрастен мъж. В очакване на неговото пристигане, момичето се среща с младия си любовник, но в крайна сметка решава да се ожени за предпочитания от лелите кандидат. Главните роли се изпълняват от Биби Андершон, Макс фон Сюдов, Найма Вифстранд, Юлан Киндал, Ингве Нордвал.
Филмът е заснет за създадения малко преди това телевизионен канал на шведското обществено радио „Свериес Радио“.